# Miskolci VSC
Miskolci VSC est un club hongrois de volley-ball, fondé en 1911 et basé à Miskolc qui évolue pour la saison 2015-2016 en NB I..

## Effectifs

### Saison 2013-2014
Entraîneur : Sándor Toma  Hongrie